# Black Power Flower
Black Flower Power is het tiende album van desertrocker Brant Bjork als soloartiest.
Evenals bij zijn vorige soloalbum heeft hij hier met meerdere muzikanten aan gewerkt. Dit album werd daarom ook uitgegeven onder de bandnaam Brant Bjork and the Low Desert Punk Band.
De lp werd uitgegeven in het groen en zwart.

## Tracklist
| Nr. | Titel                         | Duur |
| --- | ----------------------------- | ---- |
| 1   | Controllers Destroyed         | 5:10 |
| 2   | We Don't Serve Their Kind     | 4:13 |
| 3   | Stokely Up Now                | 5:05 |
| 4   | Buddha Time (Everything Fine) | 3:21 |
| 5   | Soldier Of Love               | 5:40 |
| 6   | Boogie Woogie On Your Brain   | 3:25 |
| 7   | Ain't No Runnin'              | 2:58 |
| 8   | That's A Fact, Jack           | 5:17 |
| 9   | Hustler's Blues               | 5:55 |
| 10  | Where You From, Man           | 8:12 |

## Muziekvideo's
- Boogie Woogie On Your Brain
- Controllers Destroyed[1] - De muziekvideo is geïnspireerd op de Lords of Dogtown die in Dogtown (Los Angeles) opgroeide en lege zwembaden zochten om in te skaten. In deze laatste video is professioneel skateboarder Steve Salba te zien. De Video is opgenomen in San Bernardino[2].

## Bandleden
- Brant Bjork - gitaar en zang
- Dave Dinsmore - basgitaar
- Bubba Dupree - gitaar
- Tony Tornay - drums

## Medewerkers
- Design – Alexander von Wieding
- Mastering – Gene Grimaldi
- Mastering [Vinyl] – JP (48)
- Mixing – Brant Bjork, Harper Hug, Trevor Whatever
- Opnamen – Harper Hug, Trevor Whatever
- Brant Bjork - zang, gitaar, producer, muziek en tekst
- Dave Dinsmore - basgitaar
- Bubba DuPree - gitaar
- Tony Tornay - drums